# ポスト印象派
ポスト印象派、または、ポスト印象主義（英: Post-Impressionism、仏: Post-impressionnisme）は、印象派の後に、フランスを中心として主に1880年代から活躍した画家たちを指す呼称である。この区分は印象派に対する態度によるものであることから、様式的な共通性は希薄であり、それぞれの画家の画風は大きく異なる。一般的には、フィンセント・ファン・ゴッホ、ポール・ゴーギャン、ポール・セザンヌなどを指す。

## 詳細

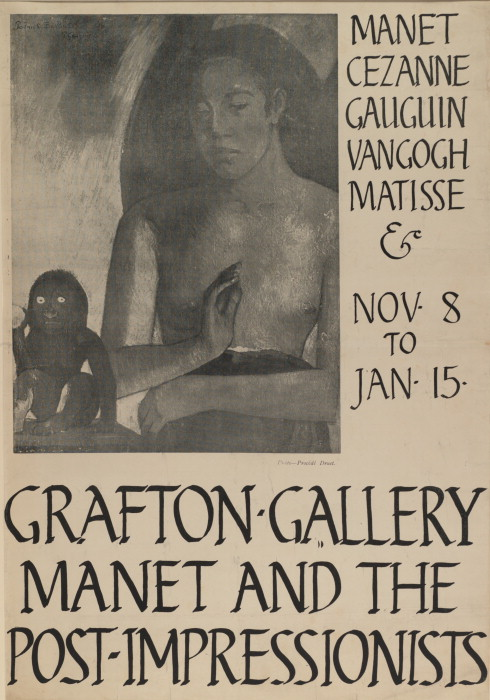
グラフトン画廊で開催された「マネと印象派後の画家たち」の展覧会のポスター（ゴッホによる絵）

この呼称は、かつて白樺派によって日本に紹介された際、「後期印象派」と訳され、今日に至るまでこれが一般に用いられている（柳宗悦は「白樺」1912年1月号の「革命の画家」では「後印象派」と訳した）。これは、まるで印象派の時代のうちの後期に属するものと連想させるが、しかし、postは、「～の後」を意味する接頭辞であり、Post-Impressionism という語は、「印象派の後」ということを意味している。実際、Post-Impressionists（ポスト印象主義者たち）は、一方で印象派の成果を受け入れつつ、他方では反対しながら、印象派を超克しようとした画家たちであって、「後期印象派」という訳語から連想されるような、「印象派の後期」に属するものではない。近年ではこの訳語を避ける傾向も見られる。「ラファエル前派」という訳語に倣えば、「印象後派」とでも訳されるべきであるが、新案としては「ポスト印象派」がもっとも受け入れられているようである。「後印象派」などとも訳されている。
Post-Impressionism という語は、イギリスの批評家、R. フライが、フランスの新しい美術をイギリスに紹介するためにロンドンのグラフトン画廊で行った展覧会「マネと印象派後の画家たち Manet and the Post‐Impressionists」（1910-11）の名に由来する。この展覧会の出品者は、マネの他、ゴッホ、ゴーガン、ルドン、セザンヌ、マティス、ドラン、ブラマンク、新印象主義の画家たち、フォーヴの画家たちといったように、様式的にも多様であった。印象派の画家たちが抜け落ちているのは、フライに、これらの画家たちは印象派とは別の世界を目指しているということを強調する意図があったからである。フライは当初「インプレッショニスト」という名称を提案したが、反対にあい、「印象派後」に落ち着いた。
彼らは、印象派の傾向を受け、それを出発点としながらも、批判的に継承しつつ、厳密な形態の復活、原始的な題材や激しい色彩の導入などの独自の特徴を生み出し、20世紀の美術のさきがけとなった。形態においても、色彩においても、また思想においても、19世紀の美術と、フォーヴィスム、表現主義、キュビスムなどの20世紀美術との橋渡しをしたといえる。
なお、文献によってはピエール＝オーギュスト・ルノワールをポスト印象派の画家として紹介しているものもある。これは、ポスト印象派と同時期（1880年代）に印象主義の手法から離れ、自らの作風を模索していたという共通点に着目しているためである。新印象主義に分類されるジョルジュ・スーラを含める場合もある。